# Saint-Martin-de-Queyrières
Pour les articles homonymes, voir Saint-Martin.
Saint-Martin-de-Queyrières, en provençal alpin Sant Martin de Queiriero (prononcer [sɑ̃m maʁˈtin de keˈrjɛro]), est une commune française située dans le département des Hautes-Alpes en région Provence-Alpes-Côte d'Azur.

## Géographie

### Climat
Pour des articles plus généraux, voir Climat de Provence-Alpes-Côte d'Azur et Climat des Hautes-Alpes.
En 2010, le climat de la commune est de type climat des marges montargnardes, selon une étude du Centre national de la recherche scientifique s'appuyant sur une série de données couvrant la période 1971-2000. En 2020, Météo-France publie une typologie des climats de la France métropolitaine dans laquelle la commune est exposée à un climat de montagne ou de marges de montagne et est dans la région climatique Alpes du sud, caractérisée par une pluviométrie annuelle de 850 à 1 000 mm, minimale en été.
Pour la période 1971-2000, la température annuelle moyenne est de 7,5 °C, avec une amplitude thermique annuelle de 17 °C. Le cumul annuel moyen de précipitations est de 912 mm, avec 7,5 jours de précipitations en janvier et 6,9 jours en juillet. Pour la période 1991-2020, la température moyenne annuelle observée sur la station météorologique de Météo-France la plus proche, « Villar St Pancrace », sur la commune de Villar-Saint-Pancrace à 5 km à vol d'oiseau, est de 8,8 °C et le cumul annuel moyen de précipitations est de 636,0 mm. 
La température maximale relevée sur cette station est de 36,2 °C, atteinte le 23 août 2023 ; la température minimale est de −18 °C, atteinte le 5 février 2012,,.
Les paramètres climatiques de la commune ont été estimés pour le milieu du siècle (2041-2070) selon différents scénarios d'émission de gaz à effet de serre à partir des nouvelles projections climatiques de référence DRIAS-2020. Ils sont consultables sur un site dédié publié par Météo-France en novembre 2022.

### Voies de communication et transports

#### Voies routières
La voie principale est la route nationale 94 qui emprunte la vallée de la Durance et traverse la commune. Elle relie Gap à l'Italie via Briançon et le col de Montgenèvre 1 850 m.

#### Transports
Saint-Martin-de-Queyrières est traversée par la voie ferrée de la SNCF, depuis Le Pré du Faure au nord, jusqu'à la Bâtie des Vignaux au sud ; mais il n'y a pas de gare. La voie emprunte quatre tunnels et longe la Durance. Les gares les plus proches sont celles de L'Argentière-la-Bessée et de Briançon.

## Urbanisme

### Typologie
Au 1er janvier 2024, Saint-Martin-de-Queyrières est catégorisée commune rurale à habitat dispersé, selon la nouvelle grille communale de densité à 7 niveaux définie par l'Insee en 2022.
Elle est située hors unité urbaine. Par ailleurs la commune fait partie de l'aire d'attraction de Briançon, dont elle est une commune de la couronne,. Cette aire, qui regroupe 15 communes, est catégorisée dans les aires de moins de 50 000 habitants,.

### Occupation des sols
Le tableau ci-dessous présente l'occupation des sols de la commune en 2018, telle qu'elle ressort de la base de données européenne d’occupation biophysique des sols Corine Land Cover (CLC).
| Type d’occupation                             | Pourcentage | Superficie (en hectares) |
| --------------------------------------------- | ----------- | ------------------------ |
| Tissu urbain discontinu                       | 1,0 %       | 55                       |
| Équipements sportifs et de loisirs            | 0,7 %       | 37                       |
| Prairies et autres surfaces toujours en herbe | 5,3 %       | 296                      |
| Forêts de conifères                           | 45,9 %      | 2552                     |
| Pelouses et pâturages naturels                | 9,9 %       | 551                      |
| Landes et broussailles                        | 0,4 %       | 20                       |
| Roches nues                                   | 16,9 %      | 939                      |
| Végétation clairsemée                         | 15,3 %      | 851                      |
| Source : Corine Land Cover                    |             |                          |

### La commune de Saint-Martin-de-Queyrières
Entre 1050 et 1079, les mentions « sancti martini de carerie », puis en 1118 « capellam de ecclesiam caireria » dans le cartulaire d'Oulx, renseignent sur la présence d'un lieu de culte à Saint-Martin-de-Queyrières dès le XIe siècle. En 1376 un chapelain est connu à « Sancti Martini de Cayreria » et ce jusqu'à la fin du XIVe siècle.
Le village comprend à quelques kilomètres à la ronde plusieurs monuments célèbres pour leurs belles peintures, comme la chapelle Saint-Hippolyte au hameau du Bouchier ou Saint-Jacques de Prelles en bordure de l'ancien chemin vers Saint-Jacques-de-Compostelle dont l'ancienne abside en cul de four évoque une origine romane.

### Le hameau de Prelles

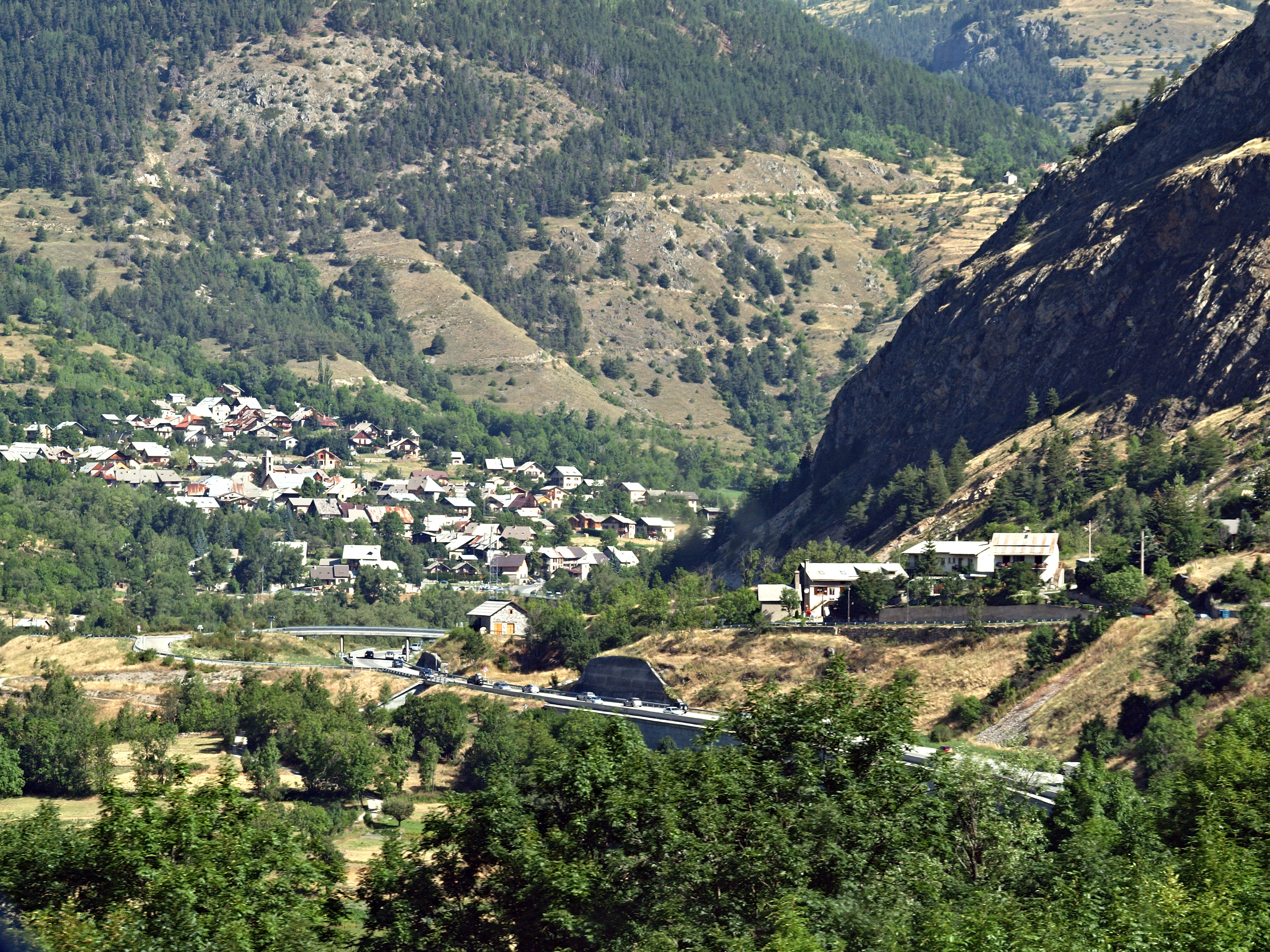
Prelles vu depuis la RN 94.

Au Moyen Âge, nombreux étaient les voyageurs qui parcouraient la région ; dans le Briançonnais, la meilleure attestation du passage des pèlerins se rendant à Saint-Jacques-de-Compostelle en empruntant la via Domitia se trouve dans la chapelle Saint-Jacques de Prelles. Il s'agit de fresques du XVIe siècle relatant la légende du pèlerin pendu-dépendu.
À proximité on trouve l'ancienne gare de Prelles du PLM.

## Toponymie
Le nom de la localité est attesté sous les formes Careria en 1101, Caireria, capellam de ecclesiam caireria et Sanctus Martinus de Ponte rufo en 1118, Sanctus Martinus de Caireria en 1120 et 1148, Sanctus Martinus de Quaireria en 1225, Sanctus Martinus de Cayreria en 1265, Sanctus Martinus de Quarreria en 1311, Universitas Sancti Martini en 1343, Villa Cayre en 1351, Sanctus Martinus de Cayreria en 1352, Castellania Sancti Martini en 1352, Sanctus Martinus de Cheyreria en 1390,  Queyreria  et Sanctus Martinus en 1395, Sanctus Martinus de Quereria en  1409, Castellania Sancti Martini de Quayreria en 1476, Sanctus Martinus de Queyreria en 1491, Sainct Martin de Queyrières en 1568.
En dialecte alpin, l'ancienne langue rgionale autrefois parlée localement, son nom est Sant Martin de Cairiera en graphie classique et Sant Martin de Queiriero (prononcer [sɑ̃m maʁˈtin de keˈrjɛro]) en graphie mistralienne[réf. nécessaire].
La mention en 1118 « capellam de ecclesiam caireria » dans le cartulaire d'Oulx, renseigne sur la présence d'un lieu de culte à Saint-Martin dès le XIe siècle.
La forme Sanctus Martinus de Punte rufo en 1118 fait allusion au Pont Roux  ou Pont de Roche Baron, elle signifie littéralement « Saint-Martin du Pont de la Roche ».
Queyrières proviendrait du latin populaire quadraria (endroit où les blocs de pierre sont nombreux), issu du préfixe ligure Kar, de l'occitan Caire signifiant « rocher ». Ce rocher remarquable; c'est le « verrou » qui barre la vallée de la Durance juste au-dessus du pont Roux aussi appelé Pont Rufo.
Roche Forte de Queyrières en 1793.

## Politique et administration

### Liste des maires
| Période                                  | Période   | Identité                       | Étiquette | Qualité |
| ---------------------------------------- | --------- | ------------------------------ | --------- | ------- |
| Les données manquantes sont à compléter. |           |                                |           |         |
| mars 1977                                | mars 2008 | Augustin Daurelle              |           |         |
| mars 2008                                | mars 2014 | Pierre Denis                   | PRG       |         |
| mars 2014                                | mai 2020  | Serge Giordano                 |           | Artisan |
| mai 2020                                 | En cours  | Serge Raymond Victor Giordano, |           | Artisan |

## Démographie
L'évolution du nombre d'habitants est connue à travers les recensements de la population effectués dans la commune depuis 1793. Pour les communes de moins de 10 000 habitants, une enquête de recensement portant sur toute la population est réalisée tous les cinq ans, les populations de référence des années intermédiaires étant quant à elles estimées par interpolation ou extrapolation. Pour la commune, le premier recensement exhaustif entrant dans le cadre du nouveau dispositif a été réalisé en 2005.

En 2022, la commune comptait 1 122 habitants, en évolution de −0,44 % par rapport à 2016 (Hautes-Alpes : +0,4 %, France hors Mayotte : +2,11 %).
| 1793  | 1800  | 1806  | 1821  | 1831  | 1836  | 1841  | 1846  | 1851  |
| ----- | ----- | ----- | ----- | ----- | ----- | ----- | ----- | ----- |
| 1 326 | 1 388 | 1 372 | 1 451 | 1 447 | 1 530 | 1 424 | 1 417 | 1 416 |

| 1856  | 1861  | 1866  | 1872  | 1876  | 1881  | 1886  | 1891  | 1896  |
| ----- | ----- | ----- | ----- | ----- | ----- | ----- | ----- | ----- |
| 1 420 | 1 388 | 1 346 | 1 367 | 1 440 | 1 413 | 1 807 | 1 300 | 1 312 |

| 1901  | 1906  | 1911  | 1921  | 1926 | 1931  | 1936 | 1946 | 1954 |
| ----- | ----- | ----- | ----- | ---- | ----- | ---- | ---- | ---- |
| 1 282 | 1 210 | 1 248 | 1 093 | 970  | 1 008 | 837  | 699  | 547  |

| 1962 | 1968 | 1975 | 1982 | 1990 | 1999 | 2005  | 2006  | 2010  |
| ---- | ---- | ---- | ---- | ---- | ---- | ----- | ----- | ----- |
| 516  | 485  | 449  | 524  | 707  | 936  | 1 100 | 1 108 | 1 086 |

| 2015  | 2020  | 2022  | - | - | - | - | - | - |
| ----- | ----- | ----- | - | - | - | - | - | - |
| 1 131 | 1 127 | 1 122 | - | - | - | - | - | - |

## Culture locale et patrimoine

### Lieux et monuments

#### ChapelleSaint-Jacques-de-Prelles
Cette chapelle fut édifiée à Prelles en 1502, à cause de l'éloignement de l'église de Saint-Martin, mais surtout à cause de l'abondance des fidèles qui se trouvaient de passage. Elle était l'ancienne église paroissiale. La chapelle Saint-Jacques se trouve en effet en bordure du chemin de Compostelle. Les pèlerins, après avoir emprunté le col de Montgenèvre ou de l'Échelle, suivaient la vallée de la Durance pour rejoindre la via Tolosane à Arles. Ce chemin encore empierré et muré - praticable entre Prelles et Bouchier - reprend le tracé de la via Domitia.
La chapelle Saint-Jacques, comme beaucoup d'autres était pour les fidèles une étape spirituelle sur la longue route qui les conduisait à Compostelle. Elle est ornée de peintures murales datant du XVIe siècle, restaurées en 1955. Ces peintures se répartissent en trente-deux scènes qui trouvent place dans l'abside, sur l'arc triomphal, sur les murs nord et sud.
Dans les années 1960, lors de la construction du bureau de poste de Prelles, d'anciennes fondations furent mises au jour aux abords de cette chapelle : il pourrait s'agir des restes d'une maison hospitalière.
Le miracle du Pèlerin pendu-dépendu, mur nord de la chapelle Saint-Jacques.
Ce miracle est relaté dans le De miraculi sancti Jacobi, qui est le 2e livre du Codex Calixtinus,  et s'est transmis par l'intermédiaire des mystères religieux et de la littérature. À Prelles, c'est une variante de cette histoire qui est traitée en neuf panneaux peints.
Il s'agissait de mettre en garde les pèlerins contre les mauvais agissements d'aubergistes peu scrupuleux.
Au XVe siècle existait une auberge de « sale réputation » à La Bessée. Cette dernière était surnommée « l'auberge ensanglantée », à cause des nombreuses disparitions suspectes qu'on y avait signalées. L'auberge étant située à proximité de la Durance, il était facile aux aubergistes, de faire disparaître les corps des malheureux voyageurs.
La chapelle Saint-Jacques-de-Prelles est classée Monument historique en 1990.
Elle recèle des objets inscrits Monument historique, propriété de la commune :
- une cloche datée de 1639[23] ;
- un ciboire argent, or et laiton du XVIIIe siècle[24] ;
- un plateau à burettes du XVIIIe siècle[25] ;
- une patène en argent doré[26].

#### Église paroissialeSaint-Martin
Le prix-fait de l'église Saint-Marcellin de La Salle-les-Alpes passé avec Mathieu Guras le 25 octobre 1469 établit qu'elle devait être reconstruite sur le modèle de Saint-Martin-de-Queyrières vraisemblablement édifiée peu de temps auparavant, c’est-à-dire au début du XVe siècle.
Saint-Martin-de-Queyrières, voûtée en cintre brisé, dotée d'un chœur plus petit à chevet plat, et de deux portes sur le flanc sud dont l'une comprend un portail (peut-être plus tardif) en plein cintre avec ses colonnettes en retrait surmontées de masques humains, est typique des monuments rencontrés dans le Briançonnais.
Bien que l'on manque aujourd'hui de recul (l'édifice est dans un tournant en bordure de la route), son allure frappe surtout par son beau clocher très élancé à cinq étages, cantonné de pyramidions aux angles et festonné d'arcatures lombardes, qui font appel aux usages anciens dans l'ordonnancement des registres (réminiscences lointaines de Saint-Maurice et Saint-Firmin), puisque la composition des grands panneaux linéaires en creux, s'effectue au moyen des festons placés au-dessus des baies dont les supports en allègent la structure au fur et à mesure que l'on progresse dans les étages (fine meurtrière, baies jumelles, et deux étages de baies triplées). L'emploi d'une ligne de dents d'engrenage de caractère très archaïque, rappelle celle du clocher de La Salle-les-Alpes ; toutes deux sont ouvragées comme en respect de l'héritage roman.
L'église paroissiale de Saint-Martin-de-Queyrières est classée Monument historique depuis 1914.
Elle recèle une multitude d'objets inscrits Monument historique, propriété de la commune. Ce sont 45 œuvres remarquables d'ornement (statues, tableau, retable), de mobilier, de vêtements sacerdotaux, d'objets sacrés de la liturgie chrétienne, fonts baptismaux, porte.

#### Chapelle Saint-Hippolyte-du-Bouchier
Perchée au sommet d'un piton rocheux au lieu-dit le Bouchier, accolée à une cellule d'ermite, richement décorée de fresques, cette petite chapelle date de 1509. Elle attirait les malades qui venaient réclamer l'intercession du saint. Des peintures murales relatant les guérisons miraculeuses d'Hippolyte sont peintes sur le mur méridional de la chapelle.
Lors de la restauration de cette dernière, dans les années 1950, le curé Bonnardel de L'Argentière-la-Bessée découvrit dans une faille, à proximité de l'édifice, des squelettes de nouveau-nés enroulés dans des draps de lin, une croix autour du cou. S'agissait-il de corps d'enfants malades que les parents avaient portés auprès du saint ? Une découverte semblable eut lieu en 1953, à la chapelle Saint-Sébastien aux Vigneaux : trois jeunes enfants enroulés dans des draps de lin, une croix autour du cou, y avaient été inhumés.
La chapelle Saint-Hippolyte-du-Bouchier d'utilisation cultuelle, est classée Monument historique depuis 1990 pour ses peintures murales.
Elle renferme sept peintures monumentales remarquables :
- Martyre de saint Hippolyte (le), saint Antoine de Padoue, Annonciation (l'), Christ en majesté, apôtres (les), Pietà, sainte Barbe datée de 1509, classée MH[30] ;
- Le miracle du bouvier du début XVIe siècle reprise à l'Inventaire général du patrimoine culturel[31] ;
- Vierge de pitié limite XVe et XVIe siècles, reprise à l'Inventaire général du patrimoine culturel[32] ;
- Saint Antoine de Padoue fin XVe siècle, reprise à l'Inventaire général du patrimoine culturel[33] ;
- Le martyre de saint Hippolyte fin XVe siècle, reprise à l'Inventaire général du patrimoine culturel[34] ;
- Annonciation datée de 1509, reprise à l'Inventaire général du patrimoine culturel[35] ;
- Christ en majesté, Apôtres limite XVe et XVIe siècles, reprise à l'Inventaire général du patrimoine culturel[36] ;
- L'ensemble des peintures monumentales de la chapelle Saint-Hippolyte limite XVe et XVIe siècles, est repris à l'Inventaire général du patrimoine culturel[37] ;

#### Chapelle Saint-Sébastien
Ce petit édifice religieux datant du XVIe siècle, a toujours une utilisation cultuelle. elle se trouve au N-NO du village de Saint-Martin-de-Queyrières, en bordure de route D 36C.
La chapelle Saint-Sébastien est inscrite MH.

#### Chapelle Saint-Barthélemy
Cette chapelle datée de la deuxième moitié du XVIIe siècle, se situe au hameau du Villaret, au nord-est de Prelles. C'est un petit édifice de plan rectangulaire allongé, couvert d'un toit à longs pans.Le clocher-mur se situe sur le pignon de la façade principale dotée d'une porte avec une fenêtre au-dessus.
La chapelle Saint-Barthélemy est reprise à l'Inventaire général du patrimoine culturel.

#### Chapelle Saint-Antoine
Cette chapelle se trouve à Villard-Meyer. Elle date probablement du XVIIe siècle. C'est un édifice de plan allongé avec chevet plat ; la nef est couverte d'une charpente et le toit à longs pans est couvert d'ardoises. Le clocher-mur à une baie, couvert de dalles de pierre, est décentré sur le mur-pignon principal.
La chapelle Saint-Antoine est reprise à l'Inventaire général du patrimoine culturel.

#### Chapelle Sainte-Marguerite
La chapelle Sainte-Marguerite se situe au lieu-dit éponyme. Elle a été construite à la fin du XVe siècle. C'est un édifice de plan allongé au chevet plat ; la nef de deux travées et le chœur sont voûtés d'arêtes. 
est couverte d'un berceau transversal. Le toit à longs pans est couvert d'ardoises et de tôle ondulée. L'édifice est flanqué d'une tour-clocher surmonté d'un bulbe en tôle.
La chapelle Sainte-Marguerite est reprise à l'Inventaire général du patrimoine culturel.

#### Chapelle Saint-Claude
La chapelle Saint-Claude se situe au lieu-dit  Sachas, au N-NE de Prelles, en limite de la commune de Puy-Saint-André. Elle est datée limite XVIIIe et XIXe siècles et figure sur le cadastre napoléonien. C'est un édifice de plan allongé au chevet plat et à un seul vaisseau, constitué de deux travées voûtées d'arêtes. Le pignon antérieur est surmonté d'un campanile en bois couvert d'un toit en pavillon.
Le toit à longs pans est couvert de bardeaux.
La chapelle Saint-Claude est reprise à l'Inventaire général du patrimoine culturel.

#### Chapelle Sainte-Anne
La chapelle Sainte-Anne se situe au lieu-dit « Ratière », au nord de Prelles. Elle figure sur le cadastre napoléonien. C'est un édifice de plan allongé au chevet plat et à un seul vaisseau, aux murs de pierre crépis. La façade antérieure présente un pignon surmonté d'un clocher-mur à une baie.
La chapelle Sainte-Anne est reprise à l'Inventaire général du patrimoine culturel.

#### Chapelle Saint-Michel
Cette chapelle située au sud du hameau de Queyrières, aurait été construite au XVIe siècle. Elle est mentionnée en 1225 dans le cartulaire d'Oulx et la poutre faîtière porte la date de 1848. L'édifice présente un chevet polygonal avec une abside en cul-de-four aplatie. Il est de plan allongé au chevet plat et à un seul vaisseau, aux murs de pierre de taille partiellement enduits, avec couverture d'ardoises et de tôle ondulée.
La façade antérieure présente un pignon surmonté d'un clocher-mur à deux baies.
La chapelle Saint-Michel est reprise à l'Inventaire général du patrimoine culturel.

#### Chapelle Notre-Dame-du-Bon-Secours
La chapelle Notre-Dame-du-Bon-Secours se trouve à Prelles. Elle doit dater du début du XIXe siècle, de l'époque napoléonienne car elle apparaît sur le cadastre napoléonien. C'est un petit édifice en pierre, de plan massé avec chevet plat, dépourvu de clocher, propriété privée.
La chapelle Notre-Dame-du-Bon-Secours est reprise à l'Inventaire général du patrimoine culturel.

#### Chapelle Saint-Joseph
La chapelle Saint-Joseph est localisée à Prelles. Elle pourrait dater du XVIIIe siècle, apparaissant sur le cadastre napoléonien. Le petit édifice en pierre, de plan massé avec chevet plat, est dépourvu de clocher. Sa couverture est faite de tôle ondulée.
Propriété privée, la chapelle Saint-Joseph est reprise à l'Inventaire général du patrimoine culturel.

#### Chapelle des Andrieux
Cette autre chapelle sans nom se trouve aussi à Prelles, au cœur du quartier des Andrieux situé au nord du village. Elle date de 1710, année portée par la poutre faîtière. L'édifice est de plan allongé, à un seul vaisseau, au chevet semi-circulaire avec abside en cul-de-four, et aux murs de pierre partiellement enduits. Le toit à longs pans avec pignon couvert, a une couverture de tôle ondulée. Le clocher-mur à une baie se trouve sur la façade principale.
Propriété publique, la chapelle est reprise à l'Inventaire général du patrimoine culturel.

#### Église paroissialeSaint-Jacques
L'église paroissiale Saint-Jacques se situe au centre de Prelles. Elle date de 1832. Sur la clé de l'arc et sur le tympan en fer forgé sont gravées respectivement 1832 et 1833. L'édifice de plan allongé, doté d'une tribune, a une nef à trois travées couvertes d'une voûte en berceau fractionné à lunettes, et limitées par des pilastres et des arcs-doubleaux. Il est flanqué d'une tour-clocher surmonté d'un bulbe couvert de tôles plates. Le toit à longs pans avec pignon couvert, est en tôle ondulée.
Propriété publique, l'église est reprise à l'Inventaire général du patrimoine culturel.

#### Chapelle du Piolier
La chapelle est localisée à Piolier, tout petit hameau se trouvant au N-NE de Prelles. Elle pourrait dater du XVIIIe siècle, apparaissant sur le cadastre napoléonien. Le petit édifice en pierre, de plan allongé avec nef voûtée en berceau, possède un clocher-mur à une baie construit au-dessus du pignon antérieur. Son toit à longs pans est couvert d'ardoises.
Propriété publique, la chapelle est reprise à l'Inventaire général du patrimoine culturel.

#### Autres
- le Pont-Rout sur la Durance, en pierres, date de 1827[50].
- Gare de Prelles, gare fermée qui dispose de son ancien bâtiment voyageurs construit par la Compagnie des chemins de fer de Paris à Lyon et à la Méditerranée (PLM) et ouvert en 1884.

### Patrimoine naturel
Saint-Martin-de-Queyrières est concernée par quatre ZNIEFF de  2e génération :

#### Coteaux steppiques de L'Argentières-la-Bessée à Saint-Martin-de-Queyrières
Cette ZNIEFF 930020067 couvre 422 ha et concerne les communes de : L'Argentière-la-Bessée, Saint-Martin-de-Queyrières et Les Vigneaux. Le site correspond au fond de la vallée de la Haute Durance, entre le massif des Écrins à l'ouest et le massif du Queyras à l'est. Il présente des milieux remarquables sur la flore et sur la faune, dans deux habitats déterminants :  pelouses steppiques sub-continentales et mattorals arborescent à genévrier thurifère  (Juniperus thurifera).

#### Façade ouest du massif du Béal Traversier
La ZNIEFF 930012777 couvre 12 697 ha et concerne neuf communes du nord-est du département des Hautes-Alpes. Le site englobe la façade ouest du massif du Béal Traversier et les affluents est de la vallée de la Haute Durance, entre le massif des Écrins à l'ouest et le massif du Queyras à l'est. Sept habitats déterminants y sont représentés.

#### Massif de Montbrisson - Condamine - Vallon des Combes
La ZNIEFF 930012791 couvre 5 483 ha de sept communes dans la partie nord-est du département des Hautes-Alpes. Le massif s’insère entre la vallée de la Durance à l’est, et celle du Gyr et de l’onde à l’ouest. Le site inclut la réserve naturelle régionale des Partias. Quatre habitats déterminants y sont représentés.

#### Roche Baron et coteaux steppiques à l'est de Saint-Martin-de-Queyrières
La ZNIEFF 930020066 couvre 90 ha de la commune, soit l'éperon rocheux  de la Roche-Baron, correspondant au bas du versant, en rive gauche, de la vallée de la Haute Durance, entre le massif des Ecrins à l'ouest et le massif du Queyras à l'est. Deux habitats déterminants y sont représentés : pelouses steppiques sub-continentales et mattorals arborescents à genévrier thurifère.

### Héraldique
| Blason de Saint-Martin-de-Queyrières | Blason  | D'or à un pont de quatre arches de gueules, maçonné de sable, au chef d'azur denché de cinq pièces. |
| Blason de Saint-Martin-de-Queyrières | Détails | Le statut officiel du blason reste à déterminer.                                                    |